# تشيفي ستيفنز
تشيفي ستيفنز (بالإنجليزية: Chevy Stevens)‏ (1973، كولومبيا البريطانية في كندا)؛ كاتِبة وروائية كندية.